# Грінду (комуна, Яломіца)
Грінду (рум. Grindu) — комуна у повіті Яломіца в Румунії. До складу комуни входить єдине село Грінду.
Комуна розташована на відстані 74 км на північний схід від Бухареста, 43 км на північний захід від Слобозії, 114 км на південний захід від Галаца, 141 км на південний схід від Брашова.

## Населення
За даними перепису населення 2002 року у комуні проживали 2438 осіб. Усі жителі комуни рідною мовою назвали румунську.
Національний склад населення комуни:
| Національність | Кількість осіб | Відсоток |
| -------------- | -------------- | -------- |
| румуни         | 2385           | 97,8%    |
| цигани         | 53             | 2,2%     |

Склад населення комуни за віросповіданням:
| Релігія       | Кількість осіб | Відсоток |
| ------------- | -------------- | -------- |
| православні   | 2435           | 99,9%    |
| римо-католики | 1              | < 0,1%   |
| п'ятдесятники | 1              | < 0,1%   |
| адвентисти    | 1              | < 0,1%   |

## Зовнішні посилання
- Дані про комуну Грінду на сайті Ghidul Primăriilor